# 알다브라날여우박쥐
알다브라날여우박쥐(Pteropus pselaphon)는 큰박쥐과에 속하는 박쥐의 일종이다. 왕박쥐속에 포함되며 작은자유꼬리박쥐처럼 세이셸 알다브라 환초의 토착종이다.
자연 서식지는 아열대 또는 열대 기후 지역의 망그로브 숲과 건조한 관목 지대이다. 국제 자연 보전 연맹(IUCN)이 알다브라날여우박쥐의 제한된 서식지와 열대 사이클론과 기후 변화에 따른 해수면 상승 등의 자연 재해로부터의 위협때문에 "취약종"으로 분류했다. 생물학자 허튼(A.M. Hutson)은 전체 개체수를 250마리로 추산한 1968년 정보를 근거로 알다브라날여우박쥐를 "세계에서 가장 희귀한 박쥐의 하나"라고 기술했다.
학명은 미국국립박물관(현재, 스미스소니언 협회의 일부)의 미국 생물학자 겸 큐레이터 트루(Frederick W. True)가 1893년 처음 기재했다. 트루는 1892년 미국인 의사 겸 박물학자 아보트(William Louis Abbott)가 수집한 두 점의 표본에 바탕을 두고 기술했다. 과일박쥐류로 알려져 있는 다른 큰박쥐류처럼 알다브라날여우박쥐는 초식성 동물이다. 상록수 용화수(Calophyllum inophyllum)와 트란스발쿠부(Mystroxylon aethiopicum), 인도알몬드(Terminalia catappa| Indian almond)의 열매 그리고 큰잎무화과(Ficus lutea)와 루브라무화과(Ficus rubra]), 레플렉사무화과(Ficus reflexa)와 같은 무화과 나무를 먹는 모습이 관찰되기도 한다.
코코야자와 사이잘삼 식물의 꽃과 회색망그로브 나무의 잎을 먹기도 한다. 무화과 나무에 사는 깍지벌레가 만드는 단물을 흡입하는 모습이 관찰되기도 한다. 설치류도 유사한 행동을 한다.